# Grontardo
Grontardo (lombardul: Gruntart) település Olaszországban, Lombardia régióban, Cremona megyében. Lakosainak száma 1484 fő (2023. január 1.). Grontardo Gabbioneta-Binanuova, Persico Dosimo, Scandolara Ripa d’Oglio, Corte de’ Frati, Gadesco-Pieve Delmona, Pescarolo ed Uniti és Vescovato községekkel határos.

## Népesség
A település lakossága az elmúlt években az alábbi módon változott:
| Lakosok száma | 1471 | 1467 | 1493 | 1484 |
|               | 2013 | 2017 | 2018 | 2023 |